# Maltitol
Maltitol, E965 – organiczny związek chemiczny z grupy polioli. Używany jako środek słodzący. Cechuje go ok. 80% słodkości sacharozy. Najczęściej używany jest jako zamiennik sacharozy podczas produkcji wyrobów czekoladowych bez dodatku cukru.
Maltitol jest disacharydem otrzymywanym w procesie uwodornienia maltozy. Syrop maltitolowy wytwarzany jest poprzez uwodornienie syropów glukozowych o wysokiej zawartości maltozy. Zawiera on między 50% a 80% wagowych maltitolu. Pozostałe węglowodany to przede wszystkim sorbitol.